# Pentastemona egregia
Pentastemona egregia là một loài thực vật có hoa trong họ Stemonaceae. Loài này được (Schott) Steenis miêu tả khoa học đầu tiên năm 1982.